# Gonystylus

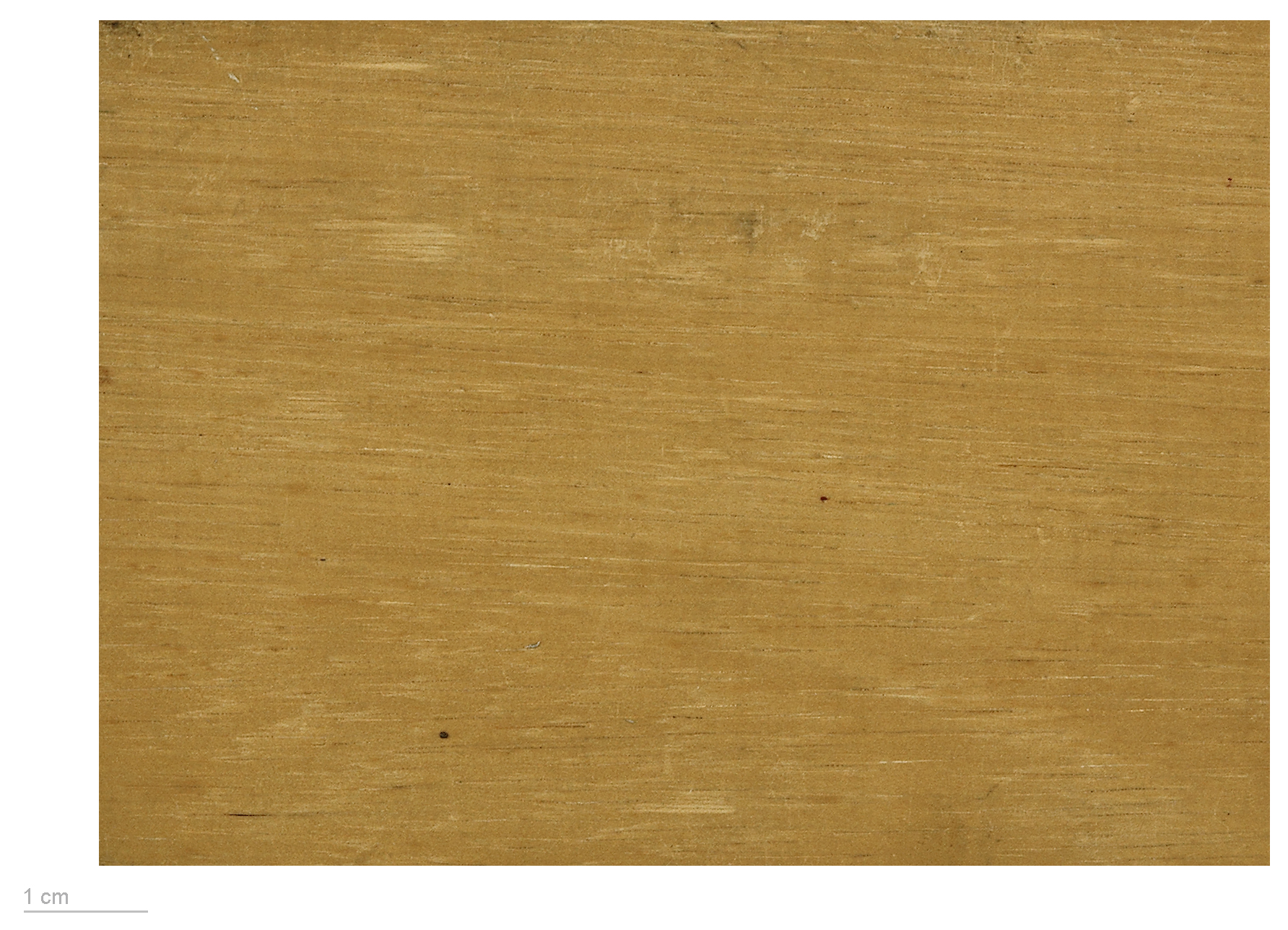
Holz einer Gonystylus-Art

Gonystylus ist eine Pflanzengattung aus der Familie der Seidelbastgewächse (Thymelaeaceae). Diese Gattung enthält etwa 30 Arten. Ramin ist der Handelsname des Holzes einiger Arten. Für den malaysischen Bundesstaat Sarawak sind Raminhölzer das wichtigste Ausfuhrgut. Einige Arten sind im CITES Anhang III aufgeführt und in mindestens einem Land geschützt mit einer Handelskontrolle.

## Beschreibung
Gonystylus-Arten wachsen als aufrechte Sträucher oder mittelgroße Bäume. Die langsamwachsenden Bäume erreichen Wuchshöhen von etwa 30 Meter und Stammdurchmesser von etwa 60 bis 90 Zentimeter. Die astfreie Stammlänge beträgt bei ausgewachsenen Bäumen meist 18 Meter. Die Laubblätter sind wechselständig und zweizeilig oder fast gegenständig an den Zweigen angeordnet. Die Blattadern verlaufen mehr oder weniger parallel.
Die Blütenstände sind unterschiedlich aufgebaut. Es sind Tragblätter vorhanden. Die zwittrigen Blüten sind radiärsymmetrisch und becherförmig. Es sind vier bis fünf Kelchblätter vorhanden. Die Kronblätter sind zu einem Ring mit schuppenförmigen Anhängseln reduziert. Es sind 2 bis 80 Staubblätter vorhanden mit hufeisenförmigen Staubbeuteln. Die zwei bis acht Fruchtblätter sind zu einem oberständigen Fruchtknoten verwachsen. Die Früchte enthalten ein bis fünf Samen, die oft einen Arillus besitzen.

## Vorkommen
Das Verbreitungsgebiet im südöstlichen Asien ist Indomalesien und umfasst Malaysia, Singapur, Indonesien, Brunei, die Philippinen und Papua-Neuguinea. Die höchste Artenzahl findet sich auf Borneo. Man findet die Arten überwiegend in Feuchtgebieten.

## Holz
Raminholz ist hell, mit einer regelmäßigen Struktur und einem geraden oder leicht gewellten Faserverlauf. Frisch geschnittenes Holz hat häufig einen unangenehmen Geruch, der aber nach dem Trocknungsprozess verflogen ist. Das Holz gleicht in seiner Festigkeit der Buche. Allerdings splittert es leichter und bricht bei zu hoher Belastung schneller. Raminholz wird für die Möbelherstellung sowie als Tischlerholz verwendet. Ein Teil wird zu Profilhölzern, Handgriffen, Spielzeug und anderen kleinen Werkstücken verarbeitet. Das Holz entwickelt, wenn es nass wird, erneut einen unangenehmen Geruch. Es ist daher nicht für Gegenstände geeignet, die leicht nass werden.
Das Holz ist zerstreutporig. Das Kernholz und Splintholz ist gelb bis hell. Die Rohdichte beträgt 0,55 bis 0,57 g/cm³.

## Systematik
Der botanische Gattungsname Gonystylus wurde 1862 durch Johannes Elias Teijsmann & Simon Binnendijk in Botanische Zeitung, Berlin, 20(32), S. 265. veröffentlicht. Typusart ist Gonystylus miquelianus Teijsm. & Binn. Ein Synonym für Gonystylus Teijsm. & Binn. ist Asclerum Tiegh. Diese Gattung wurde früher auch in eine eigene Familie Gonystylaceae Tiegh. gestellt.
Die folgenden Arten gehören zur Gattung Gonystylus (bei in der Roten Liste der IUCN aufgeführten Arten Angabe des Gefährdungsgrades - Vulnerable bedeutet Gefährdet):
- Gonystylus acuminatus Airy Shaw: Sie kommt in Indonesien und in Malaysia vor.[6]
- Gonystylus aerolatus Domke ex Airy Shaw: Sie kommt in Indonesien und in Malaysia vor.[6]
- Gonystylus affinis Radlk.: Sie kommt in Malaysia, in Kalimantan und in Brunei vor.[6]
- Gonystylus augescens Ridl.: Sie kommt in Kalimantan und in Sarawak vor.[6]
- Gonystylus bancanus (Miq.) Kurz (Syn.: Gonystylus bancanus Gilg, Gonystylus warburgianus Gilg, Aquillaria bancana Miq.): (Gefährdet). Sie kommt in Indonesien, Malaysia und in Brunei vor.[6]
- Gonystylus borneensis (Tiegh.) Gilg: Sie kommt in Indonesien, Malaysia und in Brunei vor.[6]
- Gonystylus brunnescens Airy Shaw: Sie kommt in Malaysia und in Kalimantan vor.[6]
- Gonystylus calophylloides Airy Shaw: (Gefährdet). Sie kommt in Brunei und in Sarawak vor.[6]
- Gonystylus calophyllus Gilg: Sie kommt in Sarawak vor.[6]
- Gonystylus confusus Airy Shaw: Sie kommt in Malaysia und in Sumatra vor.[6]
- Gonystylus consanguineus Airy Shaw: (Gefährdet). Sie kommt in Malaysia und in Indonesien vor.[6]
- Gonystylus costalis Airy Shaw: (Gefährdet). Sie kommt in Sarawak vor.[6]
- Gonystylus decipiens Airy Shaw: (Gefährdet). Sie kommt in Sarawak vor.[6]
- Gonystylus eximius Airy Shaw: Sie kommt in Sarawak vor.[6]
- Gonystylus forbesii Gilg: Sie kommt in Indonesien vor.[6]
- Gonystylus glaucescens Airy Shaw: (Gefährdet). Sie kommt in Kalimantan vor.[6]
- Gonystylus keithii Airy Shaw: (Gefährdet). Sie kommt in Malaysia, Indonesien und in Brunei vor.[6]
- Gonystylus lucidulus Airy Shaw: (Gefährdet). Sie kommt in Brunei und in Sarawak vor.[6]
- Gonystylus macrophyllus (Miq.) Airy Shaw (Syn.: Gonystylus miquelianus Teijsm. & Binn., Aquilaria macrophylla Miq.): (Gefährdet). Sie kommt in Brunei, Indonesien, Malaysia, auf den Philippinen, Nikobaren und Andamanen vor.[6]
- Gonystylus maingayi Hook.f.: Sie kommt in Malaysia, Brunei und Sumatra vor.[6]
- Gonystylus micranthus Airy Shaw: Sie kommt in Kalimantan und in Sarawak vor.[6]
- Gonystylus nervosus Airy Shaw: (Gefährdet). Sie kommt in Sarawak vor.[6]
- Gonystylus nobilis Airy Shaw: Sie kommt in Sarawak vor.[6]
- Gonystylus othmanii Tawan[7]: Sie kommt in Sarawak vor.[6]
- Gonystylus pendulus Airy Shaw: (Gefährdet). Sie kommt in Sarawak vor.[6]
- Gonystylus reticulatus Merr.: Sie kommt auf Mindanao vor.[6]
- Gonystylus spectabilis Airy Shaw: (Gefährdet). Sie kommt in Sarawak vor.[6]
- Gonystylus stenosepalus Airy Shaw: (Gefährdet). Sie kommt in Sarawak und in Brunei vor.[6]
- Gonystylus velutinus Airy Shaw: Sie kommt in Brunei und in Indonesien vor.[6]
- Gonystylus xylocarpus Airy Shaw: (Gefährdet). Sie kommt in Kalimantan und in Sarawak vor.[6]